# امیلیو سلفیا
امیلیو سلفیا (انگلیسی: Emilio Salafia; ۱۰ اکتبر ۱۹۱۰ – ۲۴ مهٔ ۱۹۶۹) ورزشکار شمشیربازی اهل ایتالیا بود.
وی در مسابقات کشوری و بین‌المللی در مجموع برندهٔ ۲ مدال نقره شده‌است.